# Lesbos
Lesbos (em grego: Λέσβος; romaniz.: Lésvos; em turco: Midilli Adası) é uma ilha grega localizada no nordeste do mar Egeu. É a terceira maior ilha grega e a sétima maior do Mediterrâneo. Possui uma área de 1 630 km² com 320 quilômetros de litoral. Sua população é de aproximadamente 90 000 habitantes, conhecidos como "Λεσβιοι/Lesvioi", em portugues "lesbios", um terço dos quais vive em sua capital, Mitilene, no sudeste da ilha. A população restante é distribuída em pequenas cidades e aldeias. As maiores cidades são Caloni, Gera, Plomari, Ayassos, Eresos e Mólivos, a antiga Metímna. Mitilene foi fundada no século XI a.C. pela família Pentilida, que chegou da Tessália e governou até a revolta popular (590−580 a.C.) comandada por Pítaco.
De acordo com autores como o historiador romano Plínio o Velho, e o geógrafo  grego Estrabão, a ilha de Lesbos, já foi chamada ao longo do tempo pelos nomes de : Himerte,Pelasgia,  Lasia, Étiopia, Aegira, até ser finalmente nomeada como Lesbos, em homenagem ao príncipe Lesbos da Tessalia, que movido por um oráculo, guiou um grupo de colonos tessalianos, para colonizar a ilha.
É interessante notar que os nomes refletem a mudança de poder na ilha, pois foi chamada de Pelasgia, quando era habitada pelos pelasgos, de Macaria, quando foi governada por Macar e Lesbos quando foi colonizada por ele.

## Mitologia
Segundo a mitologia grega clássica, a ilha foi primeiro habitada por Xanto, filho de Triopas, rei dos pelasgos de Argos; Xanto havia conquistado uma parta da Lícia, e dividiu Lesbos entre seu povo.
Sete gerações depois, após o dilúvio de Deucalião haver feito boa parte da humanidade perecer, a ilha encontrava-se de novo desabitada. Macareu, um nativo de Olenus e filho de Crinacus, filho de Zeus, tomou posse da ilha com seu povo, em maior parte formada de jônios.
Em seguida chegou Lesbos, filho de Lápites, filho de Éolo, filho de Hipotes, que se casou com Metímna, filha de Macareu, e mudou o nome da ilha para Lesbos.
Outra filha de Macareu se chamava Mitilene, que deu nome à cidade de Mitilene.

## Geografia
A ilha é montanhosa. Dois picos — "Lepetímnos" (967 M) e "Olimpo", de altura parecida — dominam suas seções norte e central. A origem vulcânica da ilha é manifestada em várias nascentes quentes. A ilha é verde, competentemente chamada "Ilha Esmeralda", com uma variedade de flora que camufla sua proporção. Oliveiras — onze milhões delas — cobrem 40% da ilha juntamente com árvores de outros frutos. Florestas de pinheiros e alguns carvalhos ocupam 20% e o resto é arbustos, pastos e urbano. Na parte oeste da ilha está a segunda maior floresta petrificada do mundo de sequoias.
Sua economia é essencialmente agricultural. O azeite proveniente das suas oliveiras é a principal origem de renda. O turismo em Mitilene, encorajado por seu aeroporto internacional, e as cidades costeiras de Petra, Plomari, Mólivos e Eresos contribuem substancialmente para a economia da ilha. A pesca e a manufatura de sabonete e ouzo — o licor nacional grego — são as origens restantes de renda.

## Unidade regional
Lesbos é uma unidade regional da Grécia, localizada na região do Egeu Setentrional. Foi criada a partir da reforma administrativa instituída pelo Plano Calícrates de 2011, a partir da divisão da antiga prefeitura de Lesbos. É subdividida em apenas 1 município, de mesmo nome, criado a partir da fusão de 13 antigos municípios na ilha, entre eles Mitilene, Metímna e Polichnitos.

## Turismo LGBT
Um significado da palavra Lésbica deriva dos poemas de Safo, que nasceu em Lesbos e escreveu poemas de cunho emocional direcionado para outras mulheres. Devido a essa associação, Lesbos e em especial a cidade de Eresos, é frequentemente visitada por  turistas LGBT. Em 2008, um grupo da população de Lesbos solicitou o banimento judicial do termo "lésbica" para designar mulheres homossexuais, com a justificativa de que seus direitos humanos estariam sendo "insultados" e envergonhados ao redor do mundo. O grupo de três residentes apelou à justiça, mas perdeu o processo judicial contra a comunidade LGBT da Grécia, tendo que arcar com as despesas judiciais de €230.